# Hylopylora craterantis
Hylopylora craterantis är en fjärilsart som beskrevs av Edward Meyrick 1933. Hylopylora craterantis ingår i släktet Hylopylora och familjen mott. Inga underarter finns listade i Catalogue of Life.